# Walter Landi
Walter Landi (geboren 8. Februar 1976 in Bozen) ist ein Südtiroler Mediävist, Archivar und Hochschullehrer.

## Werdegang
Nach dem Besuch des Humanistischen Gymnasiums „Giosuè Carducci“ in Bozen studierte Landi an den Universitäten Trient und Freiburg im Breisgau. 2002 legte er seine Abschlussarbeit in Mittelalterlicher Geschichte bei Professor Gian Maria Varanini an der Universität Trient vor. Darin beschäftigte er sich mit der Geschichte der Grafen von Eppan zwischen dem 11. und 13. Jahrhundert. 2006 promovierte er in Trient in Geschichtswissenschaften und 2021 folgte seine Habilitation in mittelalterlicher Geschichte. Seit 2014 ist Landi als Archivar am Südtiroler Landesarchiv in Bozen tätig. 
Landi war mehrere Jahre lang wissenschaftlicher Assistent am Lehrstuhl für Mittelalterliche Geschichte an der Universität Trient. Anschließend lehrte er bis 2023 Mittelalterliche Geschichte an der Leopold-Franzens-Universität in Innsbruck.  Zugleich war er als wissenschaftlicher Mitarbeiter am Trienter Landesmuseum Castello del Buonconsiglio sowie an den Universitäten Trient und Verona tätig. Seit 2016 lehrt Landi Urkundenlehre, Siegelkunde und Heraldik an der Schule des Staatsarchivs Bozen. Im Herbst 2023 kamen noch die postuniversitären Lehrgänge Archivkunde, Paläographie sowie Diplomatik hinzu.
Landi beschäftigt sich insbesondere mit der mittelalterlichen Geschichte im Gebiet der Region Trentino-Südtirol. Zu seinen weiteren Forschungsschwerpunkten gehören die Adelsgeschlechter im, Alpenraum zwischen dem Früh- und Spätmittelalter, Burgenkunde sowie lokale Kirchen- und Kunstgeschichte.
Er ist Mitglied und Präsident des Museumsvereins Bozen und gehört unter anderem dem Südtiroler Burgeninstitut, der Accademia Roveretana degli Agiati sowie der Società Italiana per la Storia medievale an.
2024 kandidierte Landi bei den Kommunalwahlen in Leifers für die Südtiroler Volkspartei, wurde als Fünfter seines Listenzeichens in den Gemeinderat gewählt und übernahm in der Folge im Stadtrat die Zuständigkeiten für Kultur und Bildung.

## Veröffentlichungen (Auswahl)
- als Hrsg.: Romanen & Germanen im Herzen der Alpen zwischen 5. und 8. Jahrhundert: Beiträge. Verlagsanstalt Athesia, Bozen 2005, ISBN 88-8266-343-4.
- Stiftspfarrkirche Gries, Bozen. Schnell & Steiner, Regensburg 2009, ISBN 978-3-7954-6758-6.
- Haderburg: Die Feste der Salurner Klause. Schnell & Steiner, Regensburg 2010, ISBN 978-3-7954-2163-2.
- als Mitautor: Castra, castelli e domus murate. Corpus dei siti fortificati trentini tra tardo antico e basso medioevo. Apsat 4. SAP Società Archeologica s.r.l., Mantua 2013, ISBN 978-88-87115-77-2.
- als Mitautor: Castra, castelli e domus murate. Corpus dei siti fortificati trentini tra tardo antico e basso medioevo. Apsat 5. SAP Società Archeologica srl., Mantua 2013, ISBN 978-88-87115-80-2.
- Otto Rubeus fundator. Eine historisch-diplomatische Untersuchung zu den karolingischen und ottonischen Privilegien für das Kloster Innichen im Pustertal (769–992). Historisch-diplomatische Studie (= Veröffentlichungen des Südtiroler Landesarchivs. Band 39). Universitätsverlag Wagner, Innsbruck 2016, ISBN 978-3-7030-0879-5.
- als Hrsg. mit Elisabetta Carnielli: Die Brennerroute. Eine europäische Verbindung zwischen Mittelalter und Neuzeit = Sulla strada del Brennero. Una via d’Europa tra Medioevo ed Età moderna (= Heft/Quaderno Merkantilmuseum Bozen. Nr. 9). Handelskammer, Bozen 2018, ISBN 978-88-942122-5-9.